# 2024년 하계 올림픽 가이아나 선수단
2024년 하계 올림픽 가이아나 선수단은 2024년 7월 26일부터 8월 11일까지 프랑스 파리에서 열린 2024년 하계 올림픽에 참가한 올림픽 가이아나 선수단이다.
가이아나 선수들은 1948년에 처음 출전한 이래로 아프리카 주도의 보이콧을 이유로 한 1976년 하계 올림픽을 제외한 모든 하계 올림픽에 참가했다.

## 출전 선수
| 종목 | 남자 | 여자 | 전체 |
| ---- | ---- | ---- | ---- |
| 수영 | 1    | 1    | 2    |
| 육상 | 1    | 1    | 2    |
| 탁구 | 0    | 1    | 1    |
| 전체 | 2    | 3    | 5    |

## 메달 집계
| 종목 | 1 | 2 | 3 | 합계 |
| 종목 | ' | ' | ' | '    |
| 종목 | ' | ' | ' | '    |
| 종목 | ' | ' | ' | '    |
| 합계 | ' | ' | ' | '    |

## 같이 보기
- 2024년 하계 올림픽
- 올림픽 가이아나 선수단